# ديفيد فرنكوفيتش
ديفيد فرنكوفيتش (بالإنجليزية: David Vranković)‏ (11 نوفمبر 1993 بسيدني في أستراليا - ) هو لاعب كرة قدم أسترالي في مركز الدفاع. شارك مع منتخب أستراليا تحت 20 سنة لكرة القدم ومنتخب أستراليا الوطني لكرة القدم تحت 23 سنة. أما مع النوادي، فقد لعب مع نادي بيكامكس بين دونغ ونادي ملبورن سيتي وBonnyrigg White Eagles FC ‏.